# Jonasesmyran
Jonasesmyran är ett naturreservat i Ljusdals kommun i Gävleborgs län.
Området är naturskyddat sedan 2018 och är 64 hektar stort. Reservatet består av grandominerad naturskog med ett mindre parti med brandpräglad tallskog. Ett bäckstråk går igenom reservatet med sumpskog. 